# 宁夏卫视
宁夏卫视，即宁夏电视台综合频道，为宁夏广播电视总台旗下的一个频道。原为宁夏电视台第二套节目，于1998年9月9日开始上星播出。
2010年2月，宁夏卫视与上海广播电视台合作，除每日150分钟用于播出包括转播中国中央电视台《新闻联播》在内的宁夏自办节目，以及中国中央政府及宁夏回族自治区政府要求宁夏卫视播出的指定节目外，其余时间均播出上海广播电视台旗下第一财经频道的节目。2014年1月1日开始，宁夏卫视与第一财经合作正式终止，并恢复播出其自办节目而播映至今。

## 主要节目
- 《宁夏新闻联播》（每日18:30首播，公共频道当日19:35重播，该频道晚间电视剧后或次日早间重播）
- 《午间新闻》
- 《这里是宁夏》
- 《新闻话题》（周一至周五）
- 《故事》（安排于每日下午动画片时段播映完毕后）
- 《品牌宁夏》
- 《纪录中国》（外购节目，周日22:00）